# Craig Bellamy
Craig Douglas Bellamy, valižanski nogometaš in trener, * 13. julij 1979, Cardiff, Wales.
Januarja 2009 je Bellamy za nerazkrito vsoto, ki naj bi bila po neuradnih podatkih 15 milijonov evrov prestopil v Manchester City FC. Avgusta 2011 je prestopil v Liverpool FC.